# Viatxeslav Mólotov
Viatxeslav Mólotov (rus: Вячеслав Михайлович Молотов)  (Sovetsk, 25 de febrer de 1890 (Julià) - Moscou, 8 de novembre de 1986), nom complet amb patronímic Viatxeslav Mikhàilovitx Mólotov, fou un polític i diplomàtic soviètic, Vell Bolxevic i una figura capdavantera al govern soviètic des de la dècada de 1920, quan va ascendir al poder com a protegit de Ióssif Stalin, fins al 1957, quan va ser expulsat del Presídium del Comitè Central per Nikita Khrusxov. Serví com a President del Consell de Comissaris del Poble entre 1930 i 1941, i com a Ministre d'Afers Exteriors entre 1939 i 1949 i de nou entre 1953 i 1956. A més, serví durant diversos anys com a Vicepresident Primer al govern de Ióssif Stalin. Es retirà el 1961 després de diversos anys de foscor.
Mólotov va ser el principal signatari soviètic del pacte de no-agressió amb l'Alemanya Nazi, conegut com a Pacte Mólotov-Ribbentrop el 1939, després que el Regne Unit i França fracassaren en repetides ocasions per formar amb els soviètics una aliança anti-nazi; posteriorment participà en les negociacions de postguerra on va distingir-se per les seves habilitats diplomàtiques; i va ser un signatari de la resolució del Politburó autoritzant la massacre de Katyn. Després de la Gran Guerra Patriòtica Mólotov va continuar al seu càrrec fins al 1949 quan, després de perdre el favor de Stalin, va ser rellevat al ministeri d'exteriors per Andrei Vixinski. La relació de Mólotov amb Stalin es deteriorà encara més, amb Stalin lamentant-se dels errors de Mólotov en un discurs al XIX Congrés del Partit. Malgrat tot això, després de la mort de Stalin el 1953 Mólotov s'oposà a la política de desestalinització de Khrusxov. Mólotov defensà les seves polítiques i el llegat de Stalin fins a la seva mort el 1986, i criticà durament els successors de Stalin, especialment Nikita Khrusxov.

## Joventut (1890-1930)
Mólotov va néixer com a Viatxeslav Mikhàilovitx Skriabin (rus: Вячеслав Михайлович Скря́бин), al poble de Kukarka (actualment Sovetsk, a l'óblast de Kírov), fill d'un comptable. Contràriament al repetit error, no era parent del compositor Aleksandr Skriabin. Estudià a un institut de Kazan, i s'afilià a la facció bolxevic del Partit Obrer Socialdemòcrata Rus el 1906. Per a la seva tasca política va adoptar el pseudònim Mólotov (a partir del terme rus molot, martell). El seu altre malnom era «cul de pedra», ocasionat per les moltes hores que passava assegut al despatx (en una ocasió avisà que faria una migdiada de 13 minuts i s'aixecà exactament 13 minuts després.) Va ser detingut el 1909 i passà dos anys exiliat a Vólogda. El 1911 va ingressar al Politècnic de Sant Petersburg, i s'uní a l'equip editorial de Pravda, el diari bolxevic del qual Ióssif Stalin era editor. El 1915 tornà a ser detingut i deportat a Irkutsk, però el 1916 tornà a escapar i tornà a la capital.
Mólotov va passar a ser un membre del comitè del Partit Bolxevic de Petrograd el 1916. En esclatar la Revolució de Febrer de 1917 va ser un dels pocs bolxevics a la capital. Sota la seva direcció Pravda va situar-se a l'esquerra per oposar-se al Govern Provisional format després de la Revolució. Quan Stalin tornà a la capital, giravoltà la línia de Mólotov; però quan el líder del Partit, Vladímir Lenin, arribà, anul·là Stalin. Malgrat això, Mólotov esdevingué un protegit i un partidari proper de Stalin, una aliança que li donaria la seva preeminència posterior. Mólotov esdevingué un membre del Comitè Militar Revolucionari que planejà la Revolució d'Octubre, que portaria als bolxevics al poder.
El 1918, Mólotov va ser enviat a Ucraïna per participar en la guerra civil. Car no era un militar, no participà en els combats. El 1920 esdevingué secretari del Comitè Central del Partit Bolxevic d'Ucraïna. Lenin el cridà a Moscou el 1921, fent-lo membre de ple dret del Comitè Central i Orgburo, posant-lo al càrrec de la secretaria del partit. El 1921 va ser votat com un membre sense vot del Politburó, i va ocupar el càrrec de Secretari Responsable. La seva secretaria va ser criticada tant per Lenin com per Leon Trotsky, amb Lenin senyalant el seu «burocratisme vergonyós» i la seva estúpida conducta. Per consell de Mólotov i Nikolai Bukharin el Comitè Central decidí reduir les hores de treball de Lenin. El 1922 Stalin es convertí en el Secretari General del Partit Bolxevic amb Mólotov com a Vicesecretari de facto. Com a jove seguidor Mólotov admirà Stalin, però era crític vers ell. Sota el patronatge de Stalin, Mólotov esdevingué membre de ple dret del Politburó el 1926.
Durant les lluites de poder que seguiren la mort de Lenin el 1924, Mólotov seguí com un fidel seguidor de Stalin contra els seus diversos rivals: primer Leon Trotsky, després Lev Kàmenev i Grigori Zinóviev i finalment Nikolai Bukharin. Mólotov esdevingué una figura capdavantera al centre estalinista del partit, que també incloïa a Kliment Voroixílov i a Sergo Ordjonikidze. Trotsky i els seus seguidors van subestimar Mólotov, igual que van fer molts altres. Trotski l'anomenà la «mediocritat personificada», mentre que Mólotov corregia de manera pedant als camarades que l'anomenaven «cul de pedra» dient que Lenin l'havia anomenat «cul de ferro». Tot i això, aquesta aparent aparença insulsa amagava una ment aguda i un gran talent administratiu. Operà principalment darrere les escenes i cultivà la imatge d'un burócrata gris (per exemple, era l'únic líder bolxevic que sempre portava vestit i corbata). El 1928 Mólotov substituí a Nikolai Uglanov com a Primer Secretari del Partit Comunista de Moscou, mantenint aquest càrrec fins al 15 d'agost de 1929. En un llarg discurs al Comitè Central el 1929, Mólotov va dir als membres que el govern soviètic iniciaria una campanya de col·lectivització compulsòria per solucionar el retard de l'agricultura soviètica.

## Presidència (1930-1941)

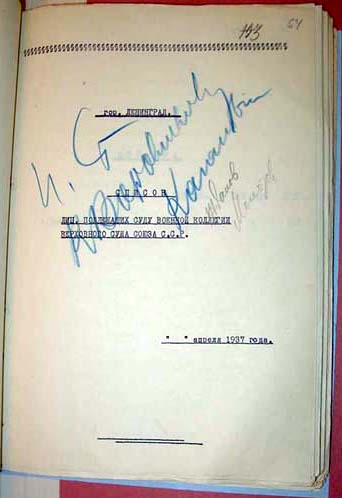
Una llista de la Gran Purga signada per Mólotov, Stalin, Voroixilov, Kagànovitx i Jdànov.

Durant un plenari del Comitè Central del 19 de desembre de 1930, Aleksei Ríkov, el President del Consell de Comissaris del Poble (equivalent a un cap de govern occidental) va ser succeït per Mólotov. Des d'aquesta posició, Mólotov supervisà la col·lectivització de l'agricultura. Seguí la línia de Stalin usant una combinació de força i propaganda per esclafar la resistència camperola a la col·lectivització, incloent la deportació de milions de kulaks (camperols amb propietats) als camps de treballs. Una gran quantitat dels deportats van morir per l'exposure i el treball excessiu. Signà la «Llei de Spikelets» i personalment presidí la Comissió Extraordinària pel Lliurament de Gra a Ucraïna, que confiscà 4,2 milions de tones de gra dels camperols que provocà una gran fam (coneguda a Ucraïna com la Holodomor). Els historiadors contemporanis estimaren que van morir entre 7 i 11 milions de persones, tant per la fam com als camps de treball, en el transcurs de la col·lectivització de les granges. Mólotov també supervisà la implementació del Primer Pla Quinquennal per a la ràpida industrialització.
Serguei Kírov, cap de l'organització del Partit a Leningrad, va ser assassinat el 1934; en una mort que es pensà que havia estat ordenada per Stalin. La mort de Kírov disparà una segona crisi: la Gran Purga. El 1938, dels 28 Comissaris del Poble del govern de Mólotov, 20 van ser executats obeint les ordres de Stalin i Mólotov. Les purgues van ser realitzades pels successius caps de policia de Stalin, Nikolai Iejov va ser el cap organitzador i Kliment Voroixílov, Làzar Kaganòvitx i Mólotov van estar intrínsecament involucrats als processos. Stalin sovint requerí a Mólotov i a altres membres del Politburó a signar les peticions de mort de preeminents víctimes de la purga, i Mólotov sempre va fer-ho sense cap mena de qüestió. No hi ha cap prova que Mólotov intentés moderar el curs de les purgues o de salvar a ningú, com d'altres alts càrrecs soviètics sí que van fer. Durant la Gran Purga, aprovà personalment 372 llistes d'execució, més que no pas cap altre funcionari soviètic, inclòs Stalin. Se sap que Mólotov va ser un dels pocs amb qui Stalin discutí obertament les purgues. Tot i que Stalin i Mólotov signaren un decret públic el 1938 que els desassociava de la Gran Purga llavors en marxa, en privat, i fins i tot després de la mort de Stalin, Mólotov donà el seu suport a la Gran Purga i als assassinats comesos durant el seu govern.
Malgrat el gran cost humà, sota la presidència nominal de Mólotov la Unió Soviètica va fer grans progressos en l'adopció i l'amplificació extensa de la tecnologia agrària i industrial. En un document escrit per Mólotov remarcà com la fam i el canibalisme eren seriosos problemes a la Unió Soviètica en una data com 1937. Andrei Vixinski, Procurador General, fins i tot va informar a Mólotov d'incidents en què mares es menjaven els seus fills nounats. L'ascens d'Adolf Hitler a Alemanya precipità el desenvolupament d'una indústria armamentística moderna a les ordres del govern soviètic. Finalment, va ser aquesta indústria armamentística, juntament amb l'ajut del "Préstec-Arrendament" nord-americà, el que va permetre aguantar-se la Unió Soviètica durant la Gran Guerra Patriòtica. En sentit contrari, les purgues contra el lideratge de l'Exèrcit Roig, en la qual Mólotov participà, afeblí la capacitat de defensa de la Unió Soviètica i contribuí als desastres militars de 1941 i 1942, que van ser causades sobretot pel fet de no estar a punt per a la guerra. Les purgues també comportaren el desmantellament de l'agricultura privada i la seva substitució per l'agricultura col·lectivitzada. Això deixà un llegat d'ineficàcia agrícola crònica i una producció menor que el règim soviètic mai no rectificà del tot.
El 1938 el periodista nord-americà John Gunther informà que Mólotov era vegetarià i abstemi. Pel seu costat, Milovan Djilas afirmà que beu més que Stalin i no notà el seu vegetarianisme malgrat participar en diversos banquets conjunts.

## Ministre d'Afers Exteriors (1939-1949)

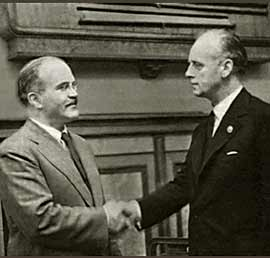
Mólotov es reuneix amb Joachim von Ribbentrop abans de signar el Pacte germanosoviètic de no-agressió.

El 1939, després dels Acords de Múnic i la subseqüent invasió alemanya de Txecoslovàquia el 1938, Stalin pensà que Gran Bretanya i França no serien aliats en qui confiar davant l'expansió alemanya, així que en canvi intentà conciliar-se amb l'Alemanya Nazi. Al maig de 1939, Maxim Litvinov, el Comissari del Poble d'Afers Exteriors va ser rellevat per Mólotov. Pel seu costat, Stalin substituí a Mólotov com a Premier soviètic.
En un inici, Hitler rebutjà les indirectes diplomàtiques que Stalin volia un tractat, però a inicis d'agost de 1939, Hitler autoritzà al Ministre d'Exteriors Joachim von Ribbentrop perquè comencés negociacions serioses. El 18 d'agost es va concloure un acord comercial, i el 22 d'agost Ribbentrop volà a Moscou per concloure un tractat formal de no-agressió. Tot i que el tractat és conegut com a Pacte Mólotov-Ribbentrop, van ser Stalin i Hitler, i no Mólotov i von Ribbentrop, els qui decidiren el contingut del tractat. La part més important de l'acord va ser el protocol secret, que preveia la partició de Polònia, Finlàndia i les Repúbliques Bàltiques entre l'Alemanya nazi i la Unió Soviètica, així com per l'annexió soviètica de Bessaràbia (llavors part de Romania i actualment de Moldàvia). Aquest protocol donà llum verda a Hitler per a la seva invasió de Polònia, que començà l'1 de setembre. El 5 de març de 1940 Lavrenti Béria donà a Mólotov, a més d'Anastàs Mikoian, Kliment Voroixílov i Stalin una nota ordenant l'execució de 25.700 oficials polonesos i anti-soviètics, en el que ha passat a conèixer-se com la massacre de Katyn.
Sota els termes del Pacte, Hitler havia, efectivament, rebut autorització per ocupar dos terços de la Polònia Occidental, així com Lituània. Mólotov també tenia les mans lliures amb relació a Finlàndia. A la Guerra Sovieticofinesa que seguí, una combinació d'una resistència ferotge per part dels finesos i el desgavell soviètic resultà en que Finlàndia va perdre part del seu territori, però no pas la seva independència. El Pacte va ser posteriorment arranjat per posar Lituània dins de l'esfera d'influència soviètica a canvi d'una frontera més favorable a Polònia. Aquestes annexions van comportar grans patiments i pèrdues de vida als països ocupats i dividits entre els dos dictadors.
El novembre de 1940 Stalin envià a Mólotov a Berlín perquè s'entrevistés amb von Ribbentrop i Hitler. El gener de 1941 el Secretari d'Exteriors britànic Anthony Eden visità Turquia intentant que els turcs entressin a la guerra al costat dels Aliats. Encara que el propòsit de la visita d'Eden era més anti-alemanya que anti-soviètica, Mólotov assumí una altra cosa, i en una sèrie de converses amb Augusto Rosso, ambaixador italià, Mólotov afirmà que la Unió Soviètica ben aviat hauria de fer front a una invasió anglo-turca a Crimea. L'historiador britànic D.C. Watt argumenta que basant-se en les afirmacions de Mólotov a Rosso, sembla que a inicis de 1941 Stalin i Mólotov veien la Gran Bretanya com a la principal amenaça, per damunt d'Alemanya.
El Pacte Mólotov-Ribbentrop governà les relacions germano-soviètiques fins al juny de 1941 quan Hitler, després d'ocupar França i neutralitzar la Gran Bretanya, s'inclinà cap a l'est i atacà la Unió Soviètica. Mólotov va ser responsable d'anunciar al poble soviètic de l'atac. El seu discurs, emès per ràdio el 22 de juny, caracteritzà la Unió Soviètica en un paper semblant al que havia articulat Winston Churchill per a la Gran Bretanya en els seus discursos de l'inici de la guerra. El Comitè de Defensa de l'Estat va crear-se poc després del discurs de Mólotov; Stalin va ser elegit President i Mólotov va ser elegit vicepresident.
Després de la invasió Alemanya, Mólotov es dedicà a realitzar negociacions urgents amb el Regne Unit i, posteriorment, amb els Estats Units per a aliances de guerra. Va realitzar un vol secret a Glasgow on va ser rebut per Eden. Des d'allà viatjà en tren fins a Londres per discutir amb el govern britànic la possibilitat d'obrir un segon front contra Alemanya. Després de signar el Tractat Anglosoviètic de 1942, el 26 de maig Mólotov viatjà cap a Washington DC. Allà Mólotov es trobà amb el President Roosevelt, ratificant el Tractat «Préstec-Arrendament» entre els Estats Units i la Unió Soviètica. Tant el govern britànic com l'americà, tot i que vagament, prometeren obrir un segon front contra Alemanya. En el seu vol de retorn a la Unió Soviètica el seu avió va ser atacat per caces alemanys, i posteriorment per caces soviètics.

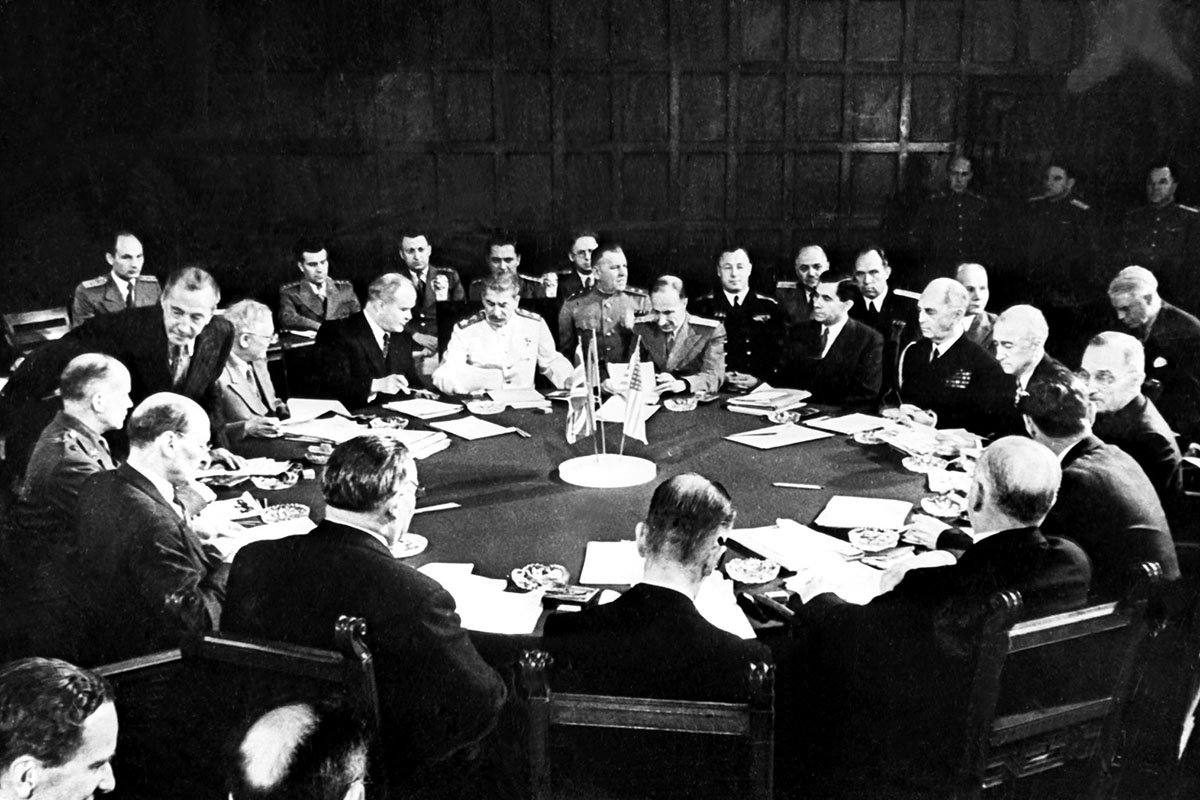
La Conferència de Potsdam: Clement Attlee, Ernest Bevin, Mólotov, Ióssif Stalin, William Daniel Leahy, James F. Byrnes, Harry S. Truman i d'altres.

Quan Béria parlà a Stalin sobre el Projecte Manhattan i la seva importància, Stalin assenyalà Mólotov perquè fos responsable del Projecte soviètic de la bomba atòmica. Però, sota la presidència de Mólotov la bomba, i el projecte en si, van desenvolupar-se molt lentament i Mòlotov va ser substituït per Béria el 1944 a consell d'Ígor Kurtxàtov. Quan Harry S. Truman, el nou President americà, va dir a Stalin que els americans havien creat una bomba mai no vista fins llavors, Stalin explicà la conversa a Mólotov i li ordenà que accelerés el desenvolupament. Seguint les ordres de Stalin, el govern soviètic incrementà substancialment les inversions al projecte.
En col·laboració amb Kliment Voroixílov, Mólotov contribuí tant musicalment com líricament a la versió de 1944 de l'himne nacional soviètic. Mólotov demanà als escriptors que incloguessin un vers o dos sobre la pau. El paper de Mólotov i de Voroixilov en la composició del nou himne soviètic va ser, en paraules de l'historiador Simon Sebag-Montefiore, fer de jutges de Stalin.
Mólotov acompanyà Stalin a la Conferència de Teheran el 1943, a la Conferència de Ialta de 1945 i, tot just després de la derrota d'Alemanya, a la Conferència de Potsdam. Representà la Unió Soviètica a la Conferència de San Francisco, que creà les Nacions Unides. Fins i tot durant el període de l'aliança de guerra, Mólotov era conegut com un dur negociador i un decidit defensor dels interessos soviètics. Entre 1945 i 1947 Mólotov va participar en les quatre conferències de ministres d'exteriors de les potències guanyadores de la II Guerra Mundial. En general, va distingir-se per una actitud gens cooperativa vers les potències occidentals. Mólotov, director del govern soviètic, condemnà el Pla Marshall com a imperialista i afirmà que dividia Europa en dos blocs, un de capitalista i l'altre de comunista. En resposta, la Unió Soviètica, juntament amb altres països del Bloc Oriental, inicià el que es coneix com el Pla Mólotov. El pla creà diverses relacions bilaterals entre els països de l'Europa Oriental i la Unió Soviètica; i posteriorment formarien l'embrió del Consell per a l'Assistència Econòmica Mútua.
Durant el període de postguerra el poder de Mólotov començà a declinar. Un signe clar de la precària posició política que tenia va ser la seva incapacitat per evitar la detenció al desembre de 1948 per «traïció» de la seva esposa jueva, Polina Jemtxujina, de qui Stalin desconfiava feia molt de temps. Mólotov mai no deixà d'estimar la seva esposa, i es diu que ordenava cada nit a les seves minyones que fessin sopar per dos per recordar-li que, segons les seves pròpies paraules, «ella pateix a causa meva». La parella va ser reunida per Béria després de la mort de Stalin. El 1949, Mòlotov va ser substituït com a Ministre d'Exteriors per Andrei Vixinski, tot i que va mantenir el seu càrrec com a Vicepresident Primer de la Unió Soviètica i membre del Politburó.

## Carrera de postguerra (1949-1976)
Al XIX Congrés del PCUS del 1952, Mólotov va ser elegit pels relleus del Politburó, el Presídium, però no se'l citava entre els membres del nou cos secret conegut com a Bureau del Presídium; indicant que havia perdut el favor de Stalin. Al XIX Congrés, Stalin afirmà que Mólotov i Mikoian havien comès greus errors, incloent la publicació d'un discurs de guerra de Winston Churchill favorable als esforços de la Unió Soviètica durant la guerra. Tant Mólotov com Mikoian van perdre el favor ràpidament, amb Stalin dient a Béria, Khrusxov, Malenkov i Bulganin que no volia veure més a cap dels dos. En el seu 73è aniversari, Stalin el tractà amb disgust. Al seu discurs al XX Congrés del Partit Khrusxov va dir als delegats que Stalin tenia plans per «rematar» Mólotov i Mikoian després del 19è Congrés.

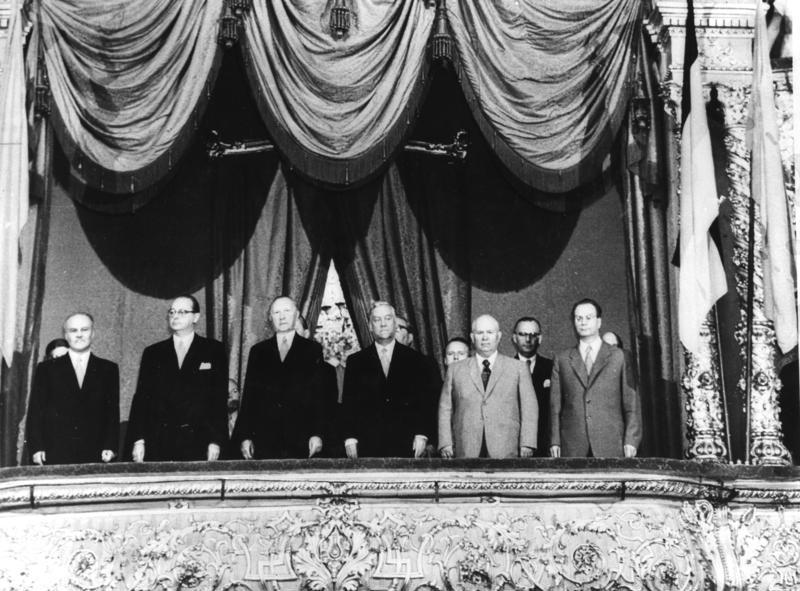
Mólotov (extrem esquerre) amb Khrusxov (segon per la dreta) i el Premier Nikolai Bulganin (a la dreta de Khrusxov) al 1955 en una recepció de gala a Moscou en ocasió de la visita del Canceller de l'Alemanya Occidental Konrad Adenauer (centre).

Després de la mort de Stalin va tenir lloc un realineament del lideratge soviètic, en el transcurs del qual la posició de Mólotov va quedar reforçada. Gueorgui Malenkov, que succeí a Stalin com a Premier, tornà a nomenar a Mólotov com a Ministre d'Exteriors el 5 de març. Tot i que Mólotov va ser vist com un possible successor de Stalin immediatament després de la seva mort, mai no perseguí esdevenir líder de la Unió Soviètica. Immediatament després de la mort de Stalin Béria, Malenkov i Mólotov formaren una troika, però aquesta va finiquitar-se quan Malenkov i Mólotov van decebre Béria. Mólotov donà suport el relleu i la posterior execució de Béria, seguint les ordres de Khrusxov. El nou Secretari del Partit, Nikita Khrusxov, aviat emergí com el nou líder de la Unió Soviètica. Presidí una gradual liberalització domèstica i un desgel en política exterior, mostrada en la reconciliació del govern del mariscal Tito a Iugoslàvia, que Stalin havia expulsat del moviment comunista. Mólotov, un estalinista de la vella guàrdia, semblava cada cop més fora de lloc en aquest nou govern, però representà la Unió Soviètica a la Conferència de Ginebra.
Els successos que comportarien la caiguda de Mólotov van començar al febrer de 1956 quan Khrusxov llançà una inesperada denúncia de Stalin al XX Congrés del PCUS. Khruusxov atacà Stalin, tant per les purgues de la dècada de 1930 i les derrotes dels primers anys de la Gran Guerra Patriòtica. Com que Mólotov era el màxim col·laborador de Stalin encara viu i havia tingut un paper capdavanter a les purgues, era obvi que l'examen del passat de Khrusxov probablement resultaria en la caiguda del poder de Mólotov. Conseqüentment, esdevingué el líder d'una vella guàrdia que intentà destronar a Khrusxov.
Al juny de 1956, Mólotov va ser rellevat com a Ministre d'Exteriors, i al juny de 1957 se'l va expulsar del Politburó després d'un intent fracassat de rellevar a Khrusxov com a Primer Secretari. Tot i que la facció de Mólotov inicialment guanyà una votació al Presídium, 7-4 per retirar a Khrusxov, aquest es negà a dimitir llevat que el plenari del Comitè Central ho decidís. Al plenari, que s'estengué entre el 22 i el 29 de juny, Mólotov i la seva facció van ser derrotats. Eventualment va ser enviat a Mongòlia com a ambaixador. El 1960 va ser nomenat representant soviètic a l'Agència Internacional de l'Energia Atòmica, la qual cosa va ser vista com una rehabilitació parcial. Malgrat això, després del XXII Congrés del 1961, durant el qual Khrusxov portà a terme la seva campanya de desestalinització, inclosa la retirada del cadàver de Stalin del Mausoleu de Lenin, Mólotov (juntament amb Làzar Kaganóvitx) va ser retirat de tots els càrrecs i expulsat del Partit Comunista. El 1962, tots els documents i arxius governamentals de Mólotov van ser destruïts per les autoritats.
Mentre que estava retirat, Mólotov no es penedí mai del seu paper durant el mandat de Stalin. Va patir un atac de cor el gener de 1962. Després de la ruptura sinosoviètica va dir-se que estava d'acord amb les crítiques fetes per Mao Zedong sobre el suposat revisionisme de les polítiques de Khrusxov. D'acord amb Roy Medvedev, la filla de Stalin, Svetlana, recordà que Mólotov i la seva esposa li van dir: «El teu pare era un geni. Ja no hi ha esperit revolucionari, només hi ha oportunisme. Xina és la nostra única esperança. Només ells han mantingut viu l'esperit revolucionari».

## Rehabilitació, mort, creences i llegat
Els primers signes de rehabilitació van aparèixer durant el mandat de Leonid Bréjnev, quan tornà a incloure-se'l a les enciclopèdies soviètiques. La seva connexió, suport i treball al Grup Anti-Partit va aparèixer a les edicions de 1973 i 1974, però tornà a desaparèixer durant la segona meitat de la dècada de 1970. El líder soviètic Konstantín Txernenko rehabilità Mólotov; el 1984 se'l va permetre ser membre del Partit Comunista El 1994 Felix Txuev publicà una sèrie d'entrevistes amb Mólotov sota el títol: Mólotov Recorda: Dins de la Política del Kremlin. Mólotov va morir el 8 de novembre de 1986, sent enterrat al Cementiri de Novodévitxi de Moscou.
Mólotov, igual que Stalin, era patològicament desconfiat cap als altres, i a causa d'això va desaparèixer molta informació crucial. Com Mólotov va dir: «Hom ha d'escoltar-los, però és necessari comprovar-ho. El funcionari d'intel·ligència pot portar-te a una posició molt perillosa... Hi ha molts provocadors aquí, allà i a tot arreu». Com Stalin, mai no va reconèixer la Guerra Freda com un fet internacional. Va veure la Guerra Freda com, més o menys, el conflicte diari entre el comunisme i el capitalisme. Dividí els països capitalistes en dos grups: els «imperialistes eixerits i perillosos» i els «ximples». Mólotov també va ser un nacionalista rus, afirmant que els russos, a diferència dels hongaresos, «els agradava fer les coses a gran escala». Abans del seu retir, Mólotov proposà establir una confederació socialista amb la República Popular de la Xina; Mólotov creia que els estats socialistes formaven part d'una entitat supranacional major Al retir, Mólotov criticà Nikita Khrusxov per ser un desviacionista d'ala dreta.
Còctel molotov és un terme encunyat pels finesos durant la Guerra d'Hivern, com un nom genèric emprat per a diverses armes incendiàries improvisades. Durant la Guerra d'Hivern, la Força Aèria Roja va fer un gran ús de bombes incendiàries i de raïm contra tropes i fortificacions. Quan Mólotov afirmà per ràdio que no estaven bombardejant, sinó enviant menjar a la població finesa, els finesos començaren a anomenar els bombardeigs aeris paneres de Mólotov. Aviat van respondre atacant els tancs soviètics amb els cocktails Mólotov, que eren «una copa per fer baixar el menjar». Segons Montefiore el cocktail Mólotov era una part del culte a la personalitat de Mólotov que el disgustava molt.
A finals de 1989, dos anys abans del col·lapse de la Unió Soviètica, el Congrés de Diputats del Poble de la Unió Soviètica i el govern de Mikhaïl Gorbatxov denuncià formalment el Pacte Mólotov-Ribbentrop, reconeixent que l'annexió violenta de les Repúbliques Bàltiques i la partició de Polònia havia estat il·legal.
Winston Churchill, a les seves memòries de la guerra cita diverses trobades amb Mólotov. Reconeixent-lo com «un home d'una habilitat destacada i crueltat de sang freda», concloent: «En la conducció dels afers exteriors, Mazarin, Talleyrand, Metternich, li haurien donat la benvinguda, si hi ha un altre món on vagin els bolxevics».

## Condecoracions
- Heroi del Treball Socialista
- Orde de Lenin (4)
- Orde de la Insígnia d'Honor
- Medalla de la defensa de Moscou
- Medalla de la victòria sobre Alemanya en la Gran Guerra Patriòtica 1941-1945
- Medalla per la Tasca Meritòria durant la Gran Guerra Patriòtica de 1941-1945
- Medalla del 800è Aniversari de Moscou